# Gedit
Gedit, i marknadsföring skrivet gedit, är den officiella texteditorn för Gnome. Programmet är designat för att redigera oformaterad text. Designen är enkel och lättanvänd i sitt grundutförande, och det finns möjligheter att utöka programmet med insticksprogram. Editorn innehåller verktyg för att hantera källkod och strukturerad text, bland annat syntaxmarkering. Gedit är släppt under GNU General Public License, programmet är fri programvara.

## Funktioner
Gedit använder flikar för att redigera flera filer samtidigt, flikarna kan flyttas mellan olika fönster av användaren. Det finns även en valfri sidopanel som kan utökas med diverse funktioner som filhanterare, teckenkarta med omfattande språkstöd. Som standard är sidopanelen en lista med öppna filer precis som tabulatorraden, väljer man att enbart förlita sig på sidopanelen eller tangentbordskommandon så går det att dölja tabulatorraden med insticksprogram. Det finns funktioner för att ångra och upprepa, söka och ersätta texter. Över ett Gnome-skrivbord har Gedit fullt stöd för automatisk indragning av text från alla markeringsbara källor. Det finns ett stort urval av sökfunktioner, de flesta av dessa kommer från insticksprogram.
Gedit inkluderar syntaxmarkering för ett stort antal programmeringsspråk, skriptspråk, märkspråk, men även för direkt programspecifika språk som för till exempel GNU Octave och Mediawiki.
Gedit har utskriftsfunktioner, inklusive förhandsgranskning och skrivning till Postscript, PDF och SVG-filer. Utskriftsfunktionerna inkluderar teckensnitt och sidstorlek, orientering, marginaler, utskriftstillval av sidhuvud och radnummer samt syntaxmarkering.

### Plug-in (urval)
Zen Coding

Ordkomplettering
Ger i Gedits fall förslag på syntaxer baserade på de programmeringsspråk eller skriptspråk man jobbar med
Multi-edit
För att smidigt redigera flera stycken text med samma text. Exempel på användning är att kommentera bort kodstycken i källkod eller fixa identiska fel på ett snabbt sätt.
Regex Search and replace
Textsökning och ersättning med hjälp av Reguljära uttryck.
Textsnuttar
Denna insticksmodul baseras på vilken språksyntax man arbetar med i den aktiva filen, med ett enkelt knapptryck på tab efter att rätt tabulatorutlösare skrivits ut, fyller programmet automatiskt i resten av den eventuellt önskade texten. Detta är en funktion som främst riktar sig till programmerare, men det finns även möjligheter att skapa egna tabulatorutlösare för att underlätta skrivandet av upprepande och återkommande innehåll.
Exempelvis texten: "head" ger följande med språksyntaxen HTML:
```
<
head
>

  
<
meta
 
http-equiv
=
"Content-type"
 
content
=
"text/html; charset=utf-8"
 
/>

  
<
title
>
Page Title
</
title
>

 

</
head
>

```

### Språkstöd
Eftersom programmet är en viktig del av Gnome så är det också översatt till de flesta moderna språk. Den officiella delen med de populäraste insticksmodulerna är översatta på svenska, samt den officiella manualen.
Skriftligt klarar Gedit både av vänster-till-höger-baserad text, samt höger-till-vänster-baserade skriftspråk som exempelvis hebreiska och arabiska.

## Arkitektur
Designat för X Window System, använder Gedit 2.x GTK+2 och Gnome 2.x programbibliotek, och nyare Gedit 3.x använder sig av GTK+ 3.x och Gnome 3.x. Gnome integreringen innefattar att Gedit lånar system för att visa användarmanualen, utskriftsfunktioner, drag och släpp funktioner.
Gedit använder även Gnomes filhanterare samt dess färgväljare för färgkoder.
Sedan december 2008 har Gedit även funnits tillgängligt för Microsoft Windows och MacOS.